# Verona (Nueva Jersey)
El municipio de Verona (en inglés: Verona Township) es un municipio ubicado en el condado de Essex en el estado estadounidense de Nueva Jersey. En el año 2010 tenía una población de 13.332 habitantes y una densidad poblacional de 1.851,67 personas por km².

## Geografía
El municipio de Verona se encuentra ubicado en las coordenadas 40°49′57″N 74°14′32″O / 40.83250, -74.24222.

## Demografía
Según la Oficina del Censo en 2000 los ingresos medios por hogar en el municipio eran de $74,619 y los ingresos medios por familia eran $97,673. Los hombres tenían unos ingresos medios de $60,434 frente a los $43,196 para las mujeres. La renta per cápita para la localidad era de $41,202. Alrededor del 3.3% de la población estaba por debajo del umbral de pobreza.